# سكوت رينولدز
سكوت رينولدز (و. 1981  م) هو لاعب هوكي الجليد كندي، ولد في ساسكاتشوان، مركز لعبه هو مهاجم ‏.